# دهنه غوری
دهنه غوری (به لاتین: Dahaneh-ye Ghowri) یک منطقهٔ مسکونی در افغانستان است که در ولایت بغلان واقع شده‌است.